# Аполлонов Аркадій Миколайович
Арка́дій Микола́йович Аполло́нов (18 березня 1907, місто Балашов Саратовської губернії, тепер Саратовської області, Російська Федерація — 3 серпня 1978, місто Москва, тепер Російська Федерація) — радянський діяч органів державної безпеки, заступник народного комісара внутрішніх справ СРСР, заступник міністра державної безпеки СРСР, генерал-полковник. Депутат Верховної Ради СРСР 2-го скликання.

## Біографія
Народився в родині залізничного робітника Миколи Боголюбова (Аполлонова). У 1921 році закінчив 5 класів середньої школи в місті Балашові.
У червні 1921 — вересні 1923 року — чорнороб залізничної станції Балашов.
З вересня 1923 до вересня 1924 року був безробітним у Балашові.
У вересні 1924 — вересні 1927 року — курсант Саратовського піхотного училища РСЧА.
У жовтні 1927 — березні 1930 року — командир взводу 34-го дивізіону військ ОДПУ в місті Саратові.
У березні 1930 — листопаді 1931 року — командир взводу 7-го полку військ ОДПУ в місті Саратові.
Член ВКП(б) з липня 1931 року.
У листопаді 1931 — червні 1932 року — слухач хімічних курсів удосконалення командного складу РСЧА в Москві.
У червні 1932 — червні 1933 року — командир–керівник тактики Гомельської хімічної школи військ ОДПУ.
У червні — липні 1933 року — начальник лабораторії хімічного дивізіону 4-ї прикордонної школи ОДПУ в Саратові.
У липні 1933 — лютому 1935 року — в.о. начальника штабу хімічного дивізіону 4-ї прикордонної школи ОДПУ—НКВС у Саратові.
У лютому — червні 1935 року — в.о. помічника командира дивізіону з технічної частини 4-ї прикордонної школи НКВС у Саратові.
У червні 1935 — червні 1936 року — командир–керівник тактики 4-ї прикордонної школи НКВС у Саратові.
У червні 1936 — січні 1939 року — слухач Військової академії РСЧА імені Фрунзе.
8 березня 1939 — 19 квітня 1940 року — заступник начальника Головного управління прикордонних військ НКВС СРСР.
Під час радянсько-фінської війни від листопада 1939 до 1940 року — заступник командувача армії.
19 квітня 1940 — 11 березня 1941 року — начальник організаційно-стройового управління і заступник начальника Головного управління прикордонних військ НКВС СРСР.
11 березня — 27 липня 1941 року — начальник організаційно-стройового управління Головного управління прикордонних військ НКВС СРСР.
27 липня — 31 липня 1941 року — в.о. начальника Головного управління прикордонних військ НКВС СРСР.
31 липня 1941 — 11 лютого 1942 року — начальник Головного управління внутрішніх військ НКВС СРСР.
Одночасно, з 7 серпня 1941 року — член Центральної атестаційної комісії НКВС СРСР.
11 лютого — 11 березня 1942 року — в.о. начальника військ НКВС СРСР з охорони особливо важливих підприємств.
11 березня 1942 — 25 квітня 1946 року — заступник народного комісара (міністра) внутрішніх справ СРСР з військ.
Одночасно, 28 жовтня 1944 — 27 березня 1946 року — начальник Головного управління внутрішніх військ НКВС СРСР.
25 квітня 1946 — 2 квітня 1948 року — заступник міністра внутрішніх справ СРСР.
Одночасно, в червні 1946 — квітні 1948 року — голова центральної ради Добровільного спортивного товариства «Динамо».
2 квітня 1948 — 31 грудня 1950 року — голова Комітету у справах фізичної культури та спорту при Раді міністрів СРСР.
31 грудня 1950 — 26 серпня 1951 року — заступник міністра державної безпеки СРСР з військ.
З серпня до вересня 1951 перебував у розпорядженні ЦК ВКП(б), з вересня до листопада 1951 року — в розпорядженні Військового міністерства СРСР.
У листопаді 1951 — грудні 1953 року — слухач Військової академії Генерального штабу імені Ворошилова.
У грудні 1953 року звільнений із кадрів Міністерства оборони СРСР через хворобу.
З грудня 1953 року — на пенсії в Москві.
Помер 3 серпня 1978 року, похований на Кунцевському цвинтарі Москви.

## Звання
- капітан (.06.1936)
- майор
- комбриг (1939)
- комдив (29.02.1940)
- генерал-майор (4.06.1940)
- генерал-лейтенант (20.12.1942)
- генерал-полковник (29.10.1943)

## Нагороди
- два ордени Леніна (14.04.1943, 1.06.1951)
- п'ять орденів Червоного Прапора (26.04.1940; 3.11.1944, 24.02.1945, 2.03.1945, 26.04.1945)
- орден Суворова І ст. (21.09.1945)
- орден Кутузова І ст. (8.03.1944)
- медаль «За оборону Москви»
- медаль «За оборону Кавказу»
- медаль «За перемогу над Німеччиною у Великій Вітчизняній війні 1941—1945 рр.» (1945)
- медалі
- знак «Заслужений працівник НКВС» (15.02.1941)